# Tyssedal
Tyssedal is een plaats in de Noorse gemeente Ullensvang, provincie Vestland. Tyssedal telt 694 inwoners (2007) en heeft een oppervlakte van 0,7 km².
Het ligt aan de nationale toeristenweg Hardanger (RV 13) tussen Ullensvang en Odda.

## Galerij

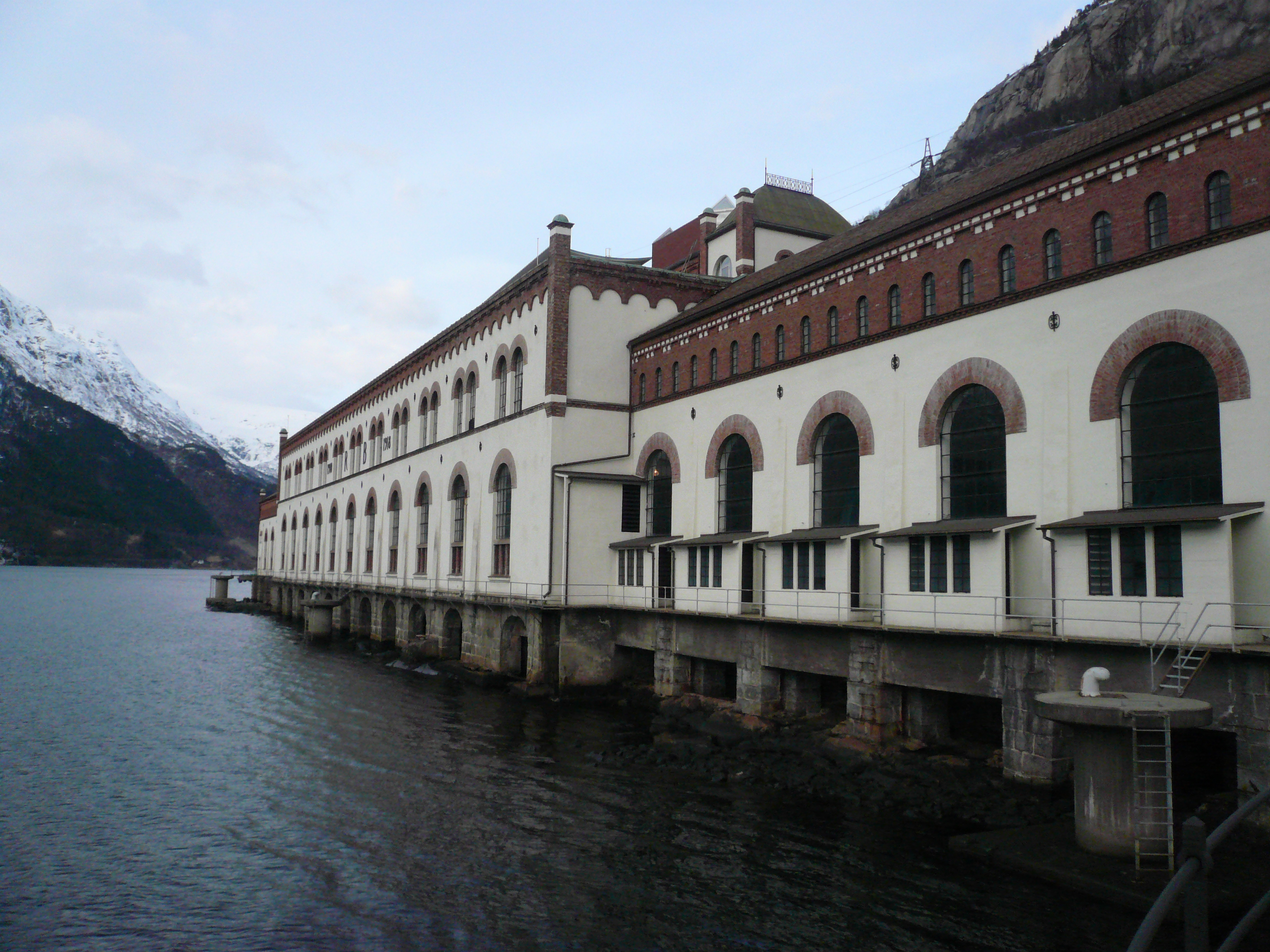
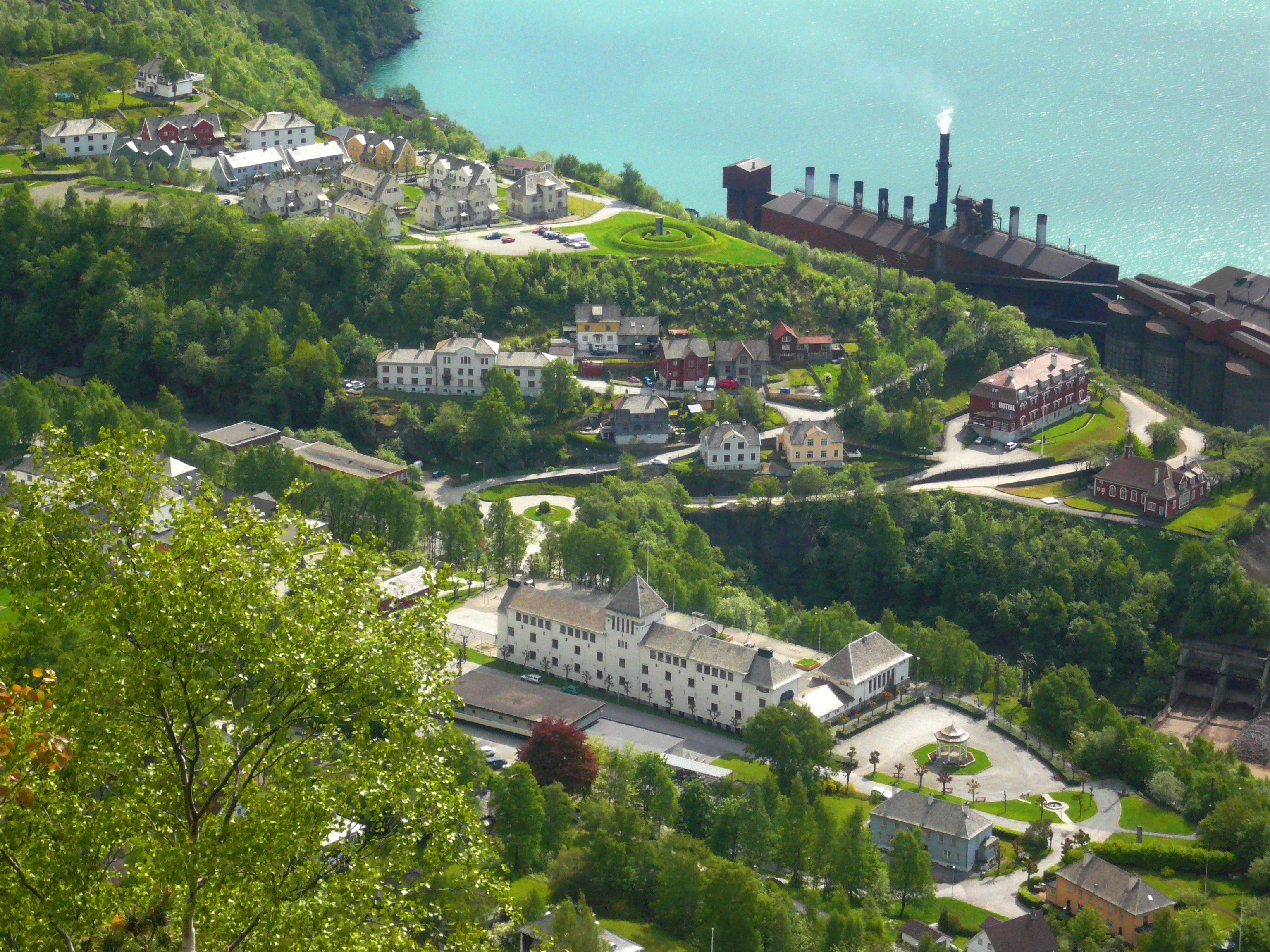
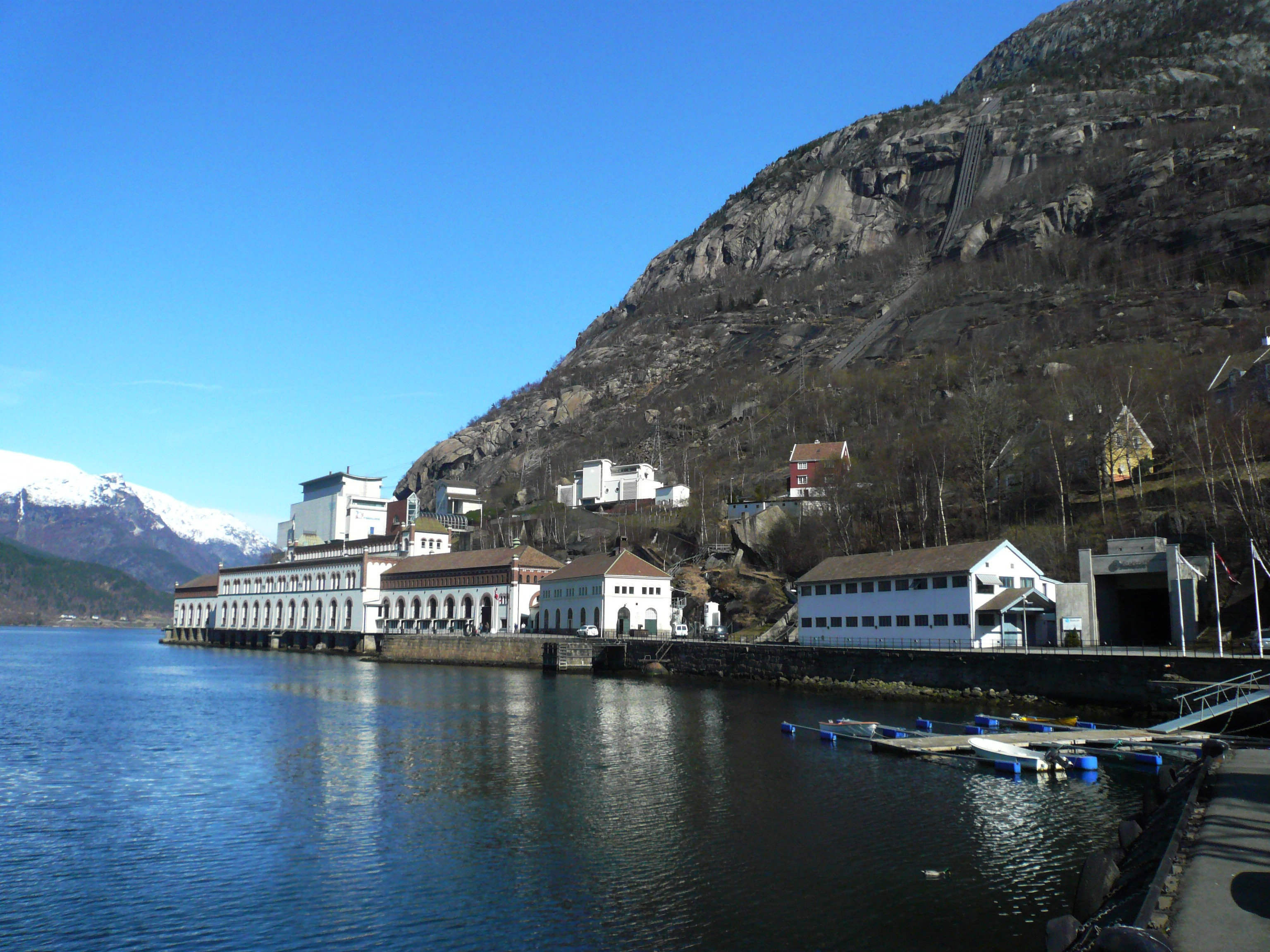
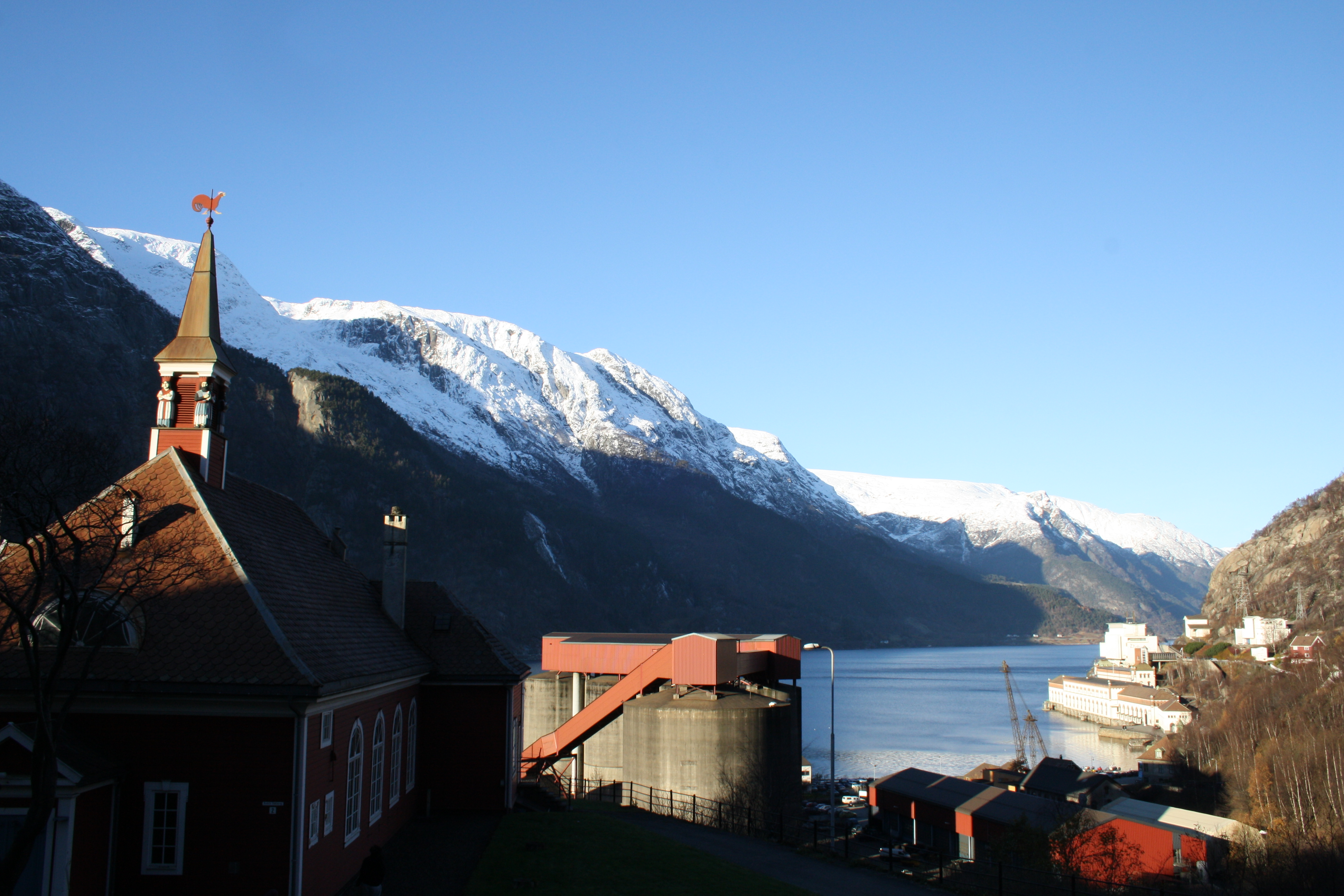
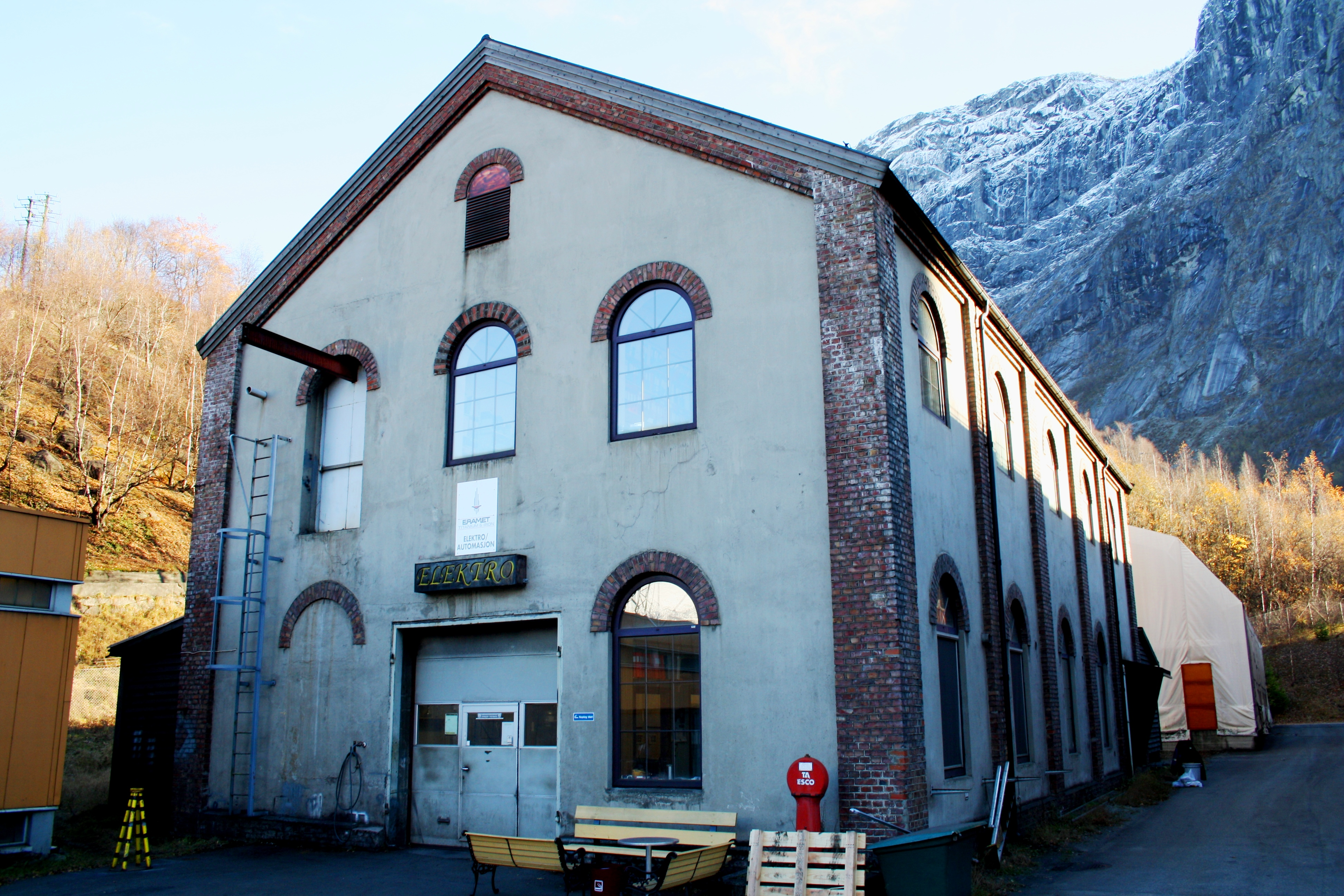
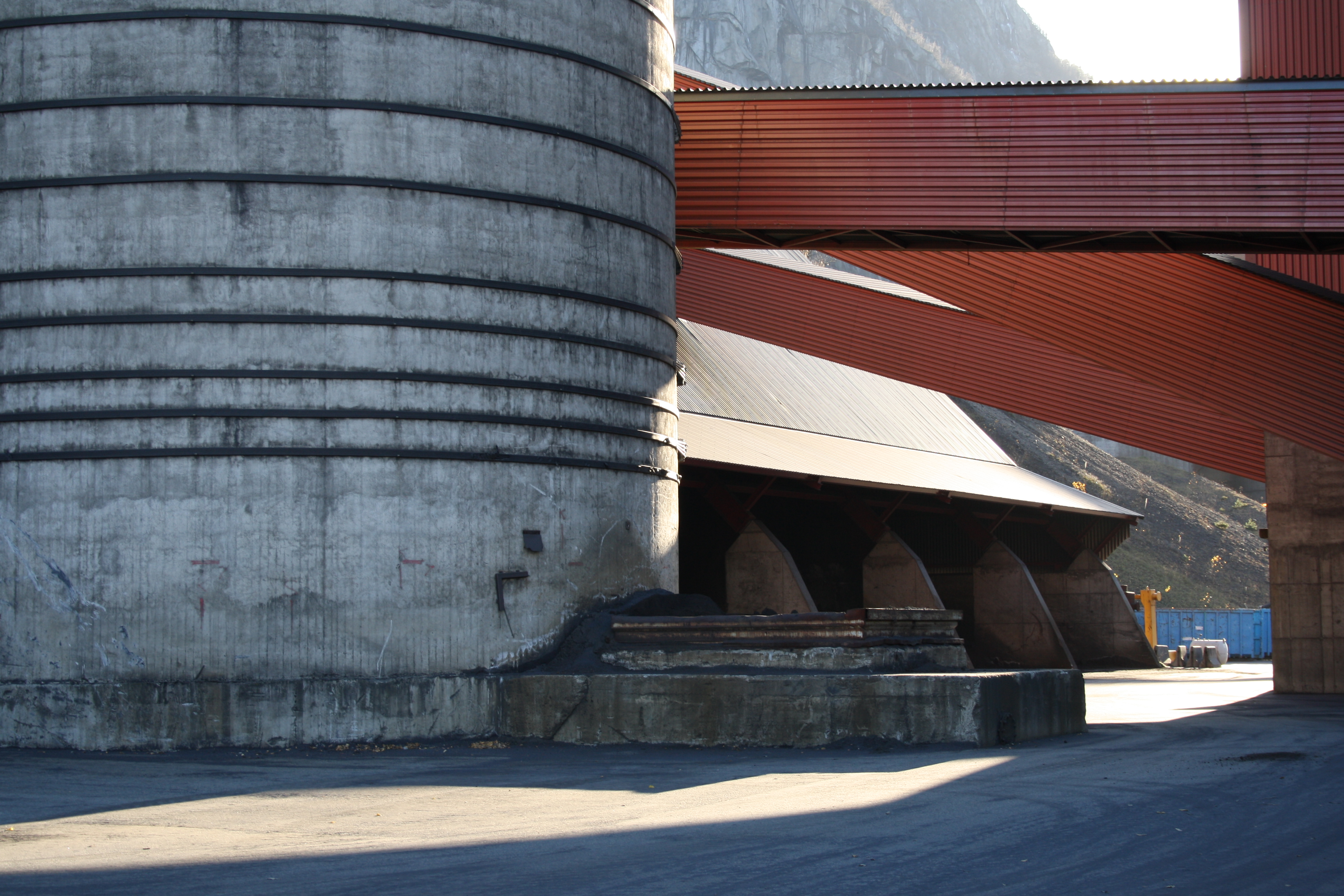